# Аль-Мустаїн I (емір Сарагоси)
Сулейман ібн Мухаммад Аль-Мустаїн біллах (араб. المستعين بالله سليمان بن محمد بن; д/н — 1046) — 5-й емір Сарагоської тайфи в 1039—1046 роках. Відомий також як Аль-Джудхамі.

## Життєпис
Походив з арабського роду худидів. Син Мухаммада ібн Худа. Своїй кар'єрі завдячує військовій службі під орудою хаджиба аль-Мансура. Після смерті останнього 1002 року продовжив службу при його синах.
Згодом перейшов до Сарагоської тайфи. Тут 1031 року призначається валі (намісником) Леріди, а згодом Тудели. Відповідав за захист північних кордонів від нападів наваррського війська.
У 1038 році під час заколоту проти еміра Мунзира II спочатку підтримав очільника заколотників Абдаллу ібн Хакама. Втім після захоплення ним влади, Сулейман виступив на Сарагосу, поваливши Абдаллу. Його оголошено новим еміром. Втім війна проти Абдалли тривала до 1039 року.
Невдовзі після зміцнення своєї влади в тайфі призначив синів на посади валі: Юсуфа — в Леріді, Мунзира — в Туделі, Калатаюді — Мухаммада, Уесці — Лубба. Спадкоємцем було оголошено іншого сина — Ахмада.
У відносинах з християнськими державами наслідував тактиці еміра Ях'ї аль-Музаффара, підтримуючи Арагон проти Наварри, а Наварру проти Кастилії і Леону. Водночас здійснював походи в долині Гвадалахари. Разом з тим діяв спільно з Кастилією проти Толедської тайфи.
Помер у 1046 році Аль-Мустаїн I, після чого його сини оголосили про незалежність, що призвело до ослаблення Сарагоської тайфи.